# Uniwersytet w Lozannie
Uniwersytet w Lozannie, Uniwersytet Lozański (fr. Université de Lausanne, UNIL) – uniwersytet w mieście Lozanna, we francuskojęzycznej części Szwajcarii.

## Historia
Zalążkiem uczelni była założona w 1537 Akademia Teologiczna (zwana Schola Lausannensis), która kształciła francuskojęzycznych pastorów kalwińskich. Od XVII do XIX wieku Akademia Lozańska rozszerzała zakres naukowy o, między innymi, medycynę, prawo i nauki ścisłe. 10 maja 1890 uczelnia otrzymała nazwę i status uniwersytetu. Stopniowo przenosiła się do nowych budynków, usytuowanych na obrzeżach miasta, głównie nad brzegiem Jeziora Genewskiego w dzielnicy Dorigny. Obecnie na Uniwersytecie Lozańskim studiuje około 12 000 studentów (w tym około 1500 studentów z innych krajów) i pracuje 2200 naukowców.

## Struktura
Uniwersytet ma siedem wydziałów:
- Sztuki
- Biologii i Medycyny (FBM)
- Biznesu i Ekonomii (HEC)
- Nauk o Ziemi i Środowisku (GSE)
- Prawa i Wymiaru Sprawiedliwości
- Nauk Społecznych i Nauk Politycznych (SSP)
- Teologii i Religioznawstwa (FTSR).

Posiada również następujące szkoły i oddziały:
- szkoła prawa karnego (ESC)
- szkoła języka francuskiego jako języka obcego (EFLE)
- kursy języka francuskiego letnie i zimowe (Cours de Vacances).